# 1 Samodzielny Lekki Dywizjon Artylerii
1 Samodzielny Lekki Dywizjon Artylerii (ros. 1-й отдельный легкий артиллерийский дивизион) – jeden z pierwszych oddziałów wojskowych Armii Ochotniczej podczas wojny domowej w Rosji.
Dywizjon został sformowany na pocz. grudnia 1917 r. w Nowoczerkasku. Na jego czele stanął płk Siergiej M. Ikiszew. Oddział składał się z trzech baterii: junkierskiej utworzonej na bazie Mieszanej Baterii Michajłowsko-Konstantynowskiej pod dowództwem sztabskpt. Nikołaja A. Szokoli, oficerskiej ppłk. Jewgienija W. Szmidta i mieszanej ppłk. Lwa M. Jerogina. W poł. grudnia dowództwo junkierskiej baterii objął ppłk Dmitrij T. Mionczinski. Na pocz. stycznia 1918 r. pluton junkierskiej baterii (2 działa) wchodził w skład oddziału partyzanckiego płk. Czerniecowa. W tym samym czasie inny pluton dywizjonu został przydzielony do oddziału gen. Kutiepowa. 27 stycznia dołączył do niego kolejny pluton artylerii. W dniach 2–3 lutego uczestniczyły one w walkach pod Batajskiem, zaś 9 lutego nad rzeką Temernik. Po rozpoczęciu w nocy z 9 na 10 lutego 1918 r. przez Armię Ochotniczą 1 Kubańskiego (Lodowego) Marszu podczas jej reorganizacji 11–13 lutego w stanicy Oglinskaja do dywizjonu została dołączona 4 bateria płk. Aleksandra N. Tretiakowa. Pozostałe baterie otrzymały kolejną numerację. Cały oddział miał 8 lekkich dział polowych. Po połączeniu się Armii Ochotniczej z Oddziałem Kubańskim w poł. marca dywizjon rozformowano.